# Апостольская нунциатура в России
Апо́стольская нунциату́ра в Росси́йской Федера́ции (лат. Nuntiatura Apostolica in Fœderatione Russica) — дипломатическая миссия Святого Престола в Российской Федерации. Создано в 1990 году, когда СССР установил официальные отношения с Ватиканом после многолетнего перерыва. (Первым нунцием в России был архиепископ (впоследствии кардинал) Лоренцо Литта в 1797—1799 годах).

## История установления дипломатических отношений со Святым Престолом

Фасад особняка зимой 2017 года

- 15 марта 1990 года Ватикан (Святой Престол) и Советский Союз путём обмена нотами установили официальные отношения. Дипломатические представители государств имеют статус дипломатов «ad personam» и ранг апостольского нунция[1] и чрезвычайного и полномочного посла. Во время распада СССР, 5 сентября 1991 года, Святой Престол признал независимость и суверенитет Российской Федерации.
- 20 декабря 1991 года официальный визит папе нанёс Президент Российской Федерации Борис Ельцин. Второй раз Б. Н. Ельцин был принят папой Иоанном Павлом II 10 февраля 1998 года.
- 22 ноября 2009 года президент Российской Федерации Дмитрий Медведев подписал указ «Об установлении дипломатических отношений с Ватиканом», которым предписал: Министерству иностранных дел Российской Федерации провести переговоры с Ватиканом об установлении дипломатических отношений на уровне Посольства Российской Федерации в Ватикане и Апостольской нунциатуры в Российской Федерации и о преобразовании Представительства Российской Федерации в Ватикане в Посольство Российской Федерации в Ватикане[2]
- 9 декабря 2009 года Российская Федерация и Ватикан обменялись нотами об установлении дипломатических отношений на уровне посольств[3].

## Дипломатические представители Ватикана в СССР и Российской Федерации

1. Архиепископ[4] Франческо Коласуонно[5] (15 марта 1990 года — 12 ноября 1994 года);
2. Архиепископ Джон Буковски (20 декабря 1994 года — 29 января 2000 года);
3. Архиепископ Георг Цур (29 января 2000 года — 8 октября 2002 года);
4. Архиепископ Антонио Меннини (6 ноября 2002 года — 18 декабря 2010 года);
5. Архиепископ Иван Юркович (19 февраля 2011 года — 13 февраля 2016 года)[6];
6. Архиепископ Челестино Мильоре (28 мая 2016 года — 11 января 2020 года)[7];
7. Архиепископ Джованни Д’Аньелло (1 июня 2020 года — по настоящее время).[8]

## Дипломатические сотрудники нунциатуры в настоящее время
1. Апостольский нунций — Джованни Д’Аньелло;
2. Советник Апостольской нунциатуры — монс. Мислав Ходжич[9][10].

## Здание
Здание построено в 1904 году по проекту архитектора П. В. Харко для А. В. Маркина в стиле модерн.